# 2N،2N-ثنائي ميثيل غوانوسين
الـ2N،2N-ثنائي ميثيل غوانوسين (بالإنجليزية: N2,N2-Dimethylguanosin)‏ واختصارا (م22غ) هو نوكليوسيد قاعدته 2N،2N-ميثيل غوانين وهي مشتق ممثيل للغوانين مرتبطة بسكر الريبوز. يتواجد طبيعيا في بعض جزيئات الرنا الناقل والريبوسومي.
النوكليوسيدات ثنائية الميثيل الأخرى هي: 4N،4N-ثنائي ميثيل سيتيدين و4N،4N-ثنائي ميثيل أدينوسين.

## خصائص
يتواجد الـ(م22غ) على سبيل المثال في الرنا الناقل للألانين  والتيروسين  غالبا في الوضعية 26 في «المنعطف» بين ثنائي هيدرويوراسيل وذراع مقابلة الرامزة. يتم تعديل الغوانين بواسطة الإنزيم 2N،2N-ثنائي ميثيل غوانوسين رنا ناقل ميثيل ترانسفيراز (
ر.ت.إ

2.1.1.213

، 
ر.ت.إ

2.1.1.215

، 
ر.ت.إ

2.1.1.216

). مجموعة الميثيل يقدمها الجزيء S-أدينوزيل ميثيونين.

الرنا الناقل لل ألانين لدى الخميرة. 2N،2N-ميثيل أدينوسين موضح بـ m22G.

بسبب المثيلة المزدوجة في الوضعية 2 تكوين زوج قاعدي مع السايتوسين مستحيل، لكن الترابط مع مضاد الأدينين في الوضعية 44 ممكن.
مقارنة مع النوكليوتيدات الأخرى لا يتم تحليل الـ2N،2N-ثنائي ميثيل غوانوسين إلى حمض البول وإنمـا يطرح بدون تعديل في البول.